# Немецко-серболужицкий народный театр

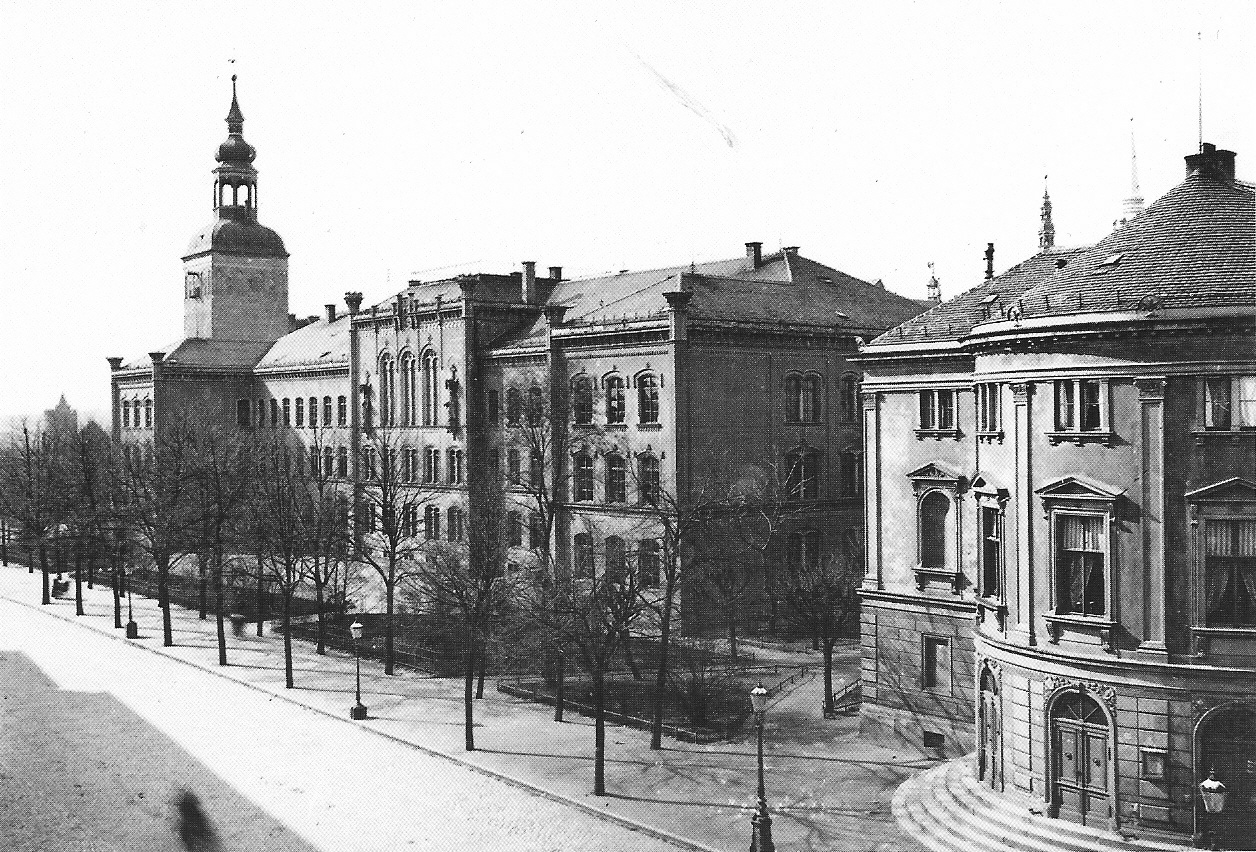
Серболужицкий театр, первое здание справа. Фотография 1905 года

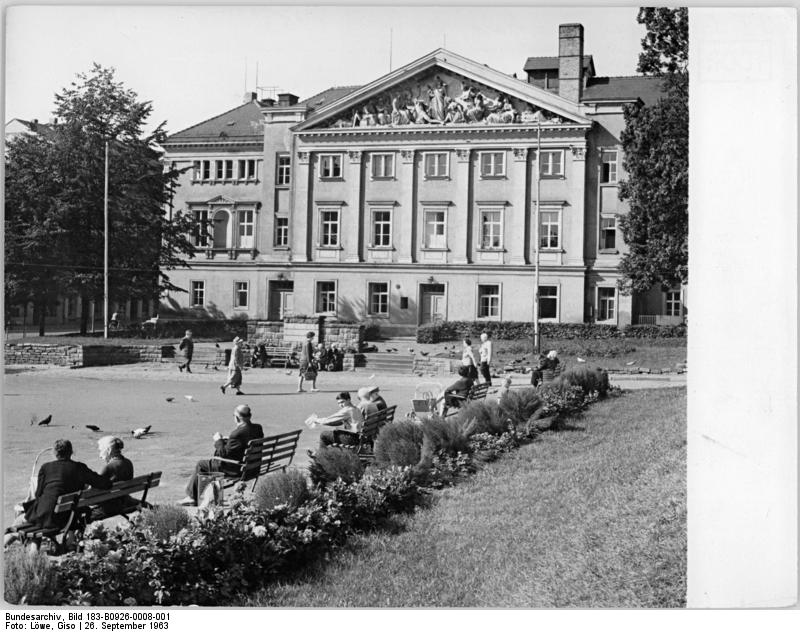
Серболужицкий театр. Фотография 1963 года

Немецко-серболужицкий народный театр (в.-луж. Němsko-Serbske ludowe dźiwadło, нем. Deutsch-Sorbisches Volkstheater) — наименование театра, находящегося в городе Баутцен, Германия. Единственный в Германии профессиональный театр с репертуаром на лужицких языках. Культурный центр серболужицкого и двуязычного немецко-серболужицкого театрального искусства.

## История
Первый серболужицкий театр был открыт в летом 1796 года по инициативе депутата городского совета Карла Вильгельма Августа Херинга (1749—1802), который основал в 1795 году акционерное общество, которое финансировало строительство серболужицкого театра. 26 октября 1796 году в Баутцене был основан первый в истории серболужицкого народа театр под названием «Budyske činohrajne dźiwadło».Театр был построен около городской стены между районами «Лавские гребни» и «Житные вики». В 1813 году во время битвы за Баутцен здание театра использовалось в качестве госпиталя и значительно пострадало при взятии города русско-прусскими войсками. 2 октября 1862 года в театре была представлена комедия «Rohowin Štyrirohač», которую постановил серболужицкий театральный деятель Петр Дучман. В 1865 году театр перешёл под управление городского совета и стал называться «Budyskе Měšćanskе dźiwadło». 2 сентября 1877 года в театре был сыгран первый студенческий спектакль. В 1868—1871 годах здание театра было капитально перестроено и расширено. После ремонта партер театра насчитывал 480 сидячих и 130 стоячих мест. В 1905 году театр был украшен созданным в 1840 году скульптурным панно «Трагедия Ореста» немецкого скульптора Эрнста Ритшеля. Во время нацистского режима представления на лужицких языках были запрещены и в здании действовал немецкий пропагандистский театр «Grenzlandtheater».
В 1948 году в Баутцене была основана новая театральная труппа «Serbske ludowe dźiwadło» (Серболужицкий народный театр). В 1956 году театр был удостоен премии имени Якуба Чишинского. В 1968 году здание театра было разрушено во время запланированного переустройства улиц Баутцена. В 1975 году было построено новое здание современного театра. В этом здании с 2003 года действовал «Городской театр» (Burgtheater/ Dźiwadło). В этом же году для снижения государственных расходов городские театры в Баутцене, Гёрлице и Циттау, а также Новая лужицкая филармония были объединены в единую структуру под названием «Kulturraum-Theater», из которого в 2004 году отделилась двуязычная немецко-серболужицкая театральная труппа, объединённая с Серболужицким народным ансамблем Баутцена. После структурного реформирования 17 февраля 2006 года состоялось первое представление современного Немецко-серболужицкого народного театра.
В настоящее время театр представляет кукольные и драматические программы на верхнелужицком и нижнелужицком языках. Ежегодно летом театр представляет фестивальную программу «Bautzener Theatersommer» на территории исторического дворца Ортенбург.